# Haraldur Kálvsson
Haraldur Kálvsson eller Harald Kalvsson var fra 1412 og en årrække frem lagmand på Færøerne. Omkring 1450 var han med sikkerhed afløst af shetlændingen Roald.